# Bolsa de Victoria Falls
La Bolsa de valores de Victoria Falls (en inglés: Victoria Falls Stock Exchange, sigla VFEX) es una pequeña bolsa de valores con sede en Victoria Falls (Zimbabue).  Fue creada en 2020 como subsidiaria de la Bolsa de Valores de Zimbabue (ZSE)  para operar en la región de las Cataratas Victoria, una zona económica especial.  La moneda de negociación de la VFEX es el dólar estadounidense, que permite que el intercambio proteja a los inversores del riesgo de control de cambio. 